# Жаково (Великопольське воєводство)
Жаково (пол. Żakowo) — село в Польщі, у гміні Ліпно Лещинського повіту Великопольського воєводства.
Населення — 189 осіб (2011).
У 1975-1998 роках село належало до Лешненського воєводства.

## Демографія
Демографічна структура станом на 31 березня 2011 року:
|          | Загалом | Допрацездатний вік | Працездатний вік | Постпрацездатний вік |
| -------- | ------- | ------------------ | ---------------- | -------------------- |
| Чоловіки | 96      | 23                 | 63               | 10                   |
| Жінки    | 93      | 19                 | 55               | 19                   |
| Разом    | 189     | 42                 | 118              | 29                   |